# Michele Damasceno
Michele Damasceno (in greco moderno Μιχαήλ Δαμασκηνός; Candia, 1530-35 – 1592-93) è stato un pittore greco.

## Biografia
Esponente di spicco della scuola cretese e quasi contemporaneo del conterraneo El Greco, pur influenzato dalla pittura veneziana di Tintoretto e Paolo Veronese ed emigrato anche lui in Italia per un lungo periodo, rimase più legato alle radici stilistiche greco-bizantine.
Fu autore insieme a Emmanuel Tzanes delle icone della Chiesa di San Giorgio dei Greci a Venezia, a cui lavorò dal 1574 al 1582. Particolarmente pregiata è l'icona del Cristo Sommo Sacerdote. Operò a Messina dal 1569 al 1573. In seguito ritornò a Creta e compì diversi lavori nelle isole ioniche.